# Refugi Ciríac Bonet
El Refugi Ciríac Bonet és un refugi de muntanya del municipi de Siurana de Prades, del terme municipal de Cornudella de Montsant, a la comarca del Priorat. L'edifici és obra de l'arquitecte reusenc Domènec Sugrañes i Gras.

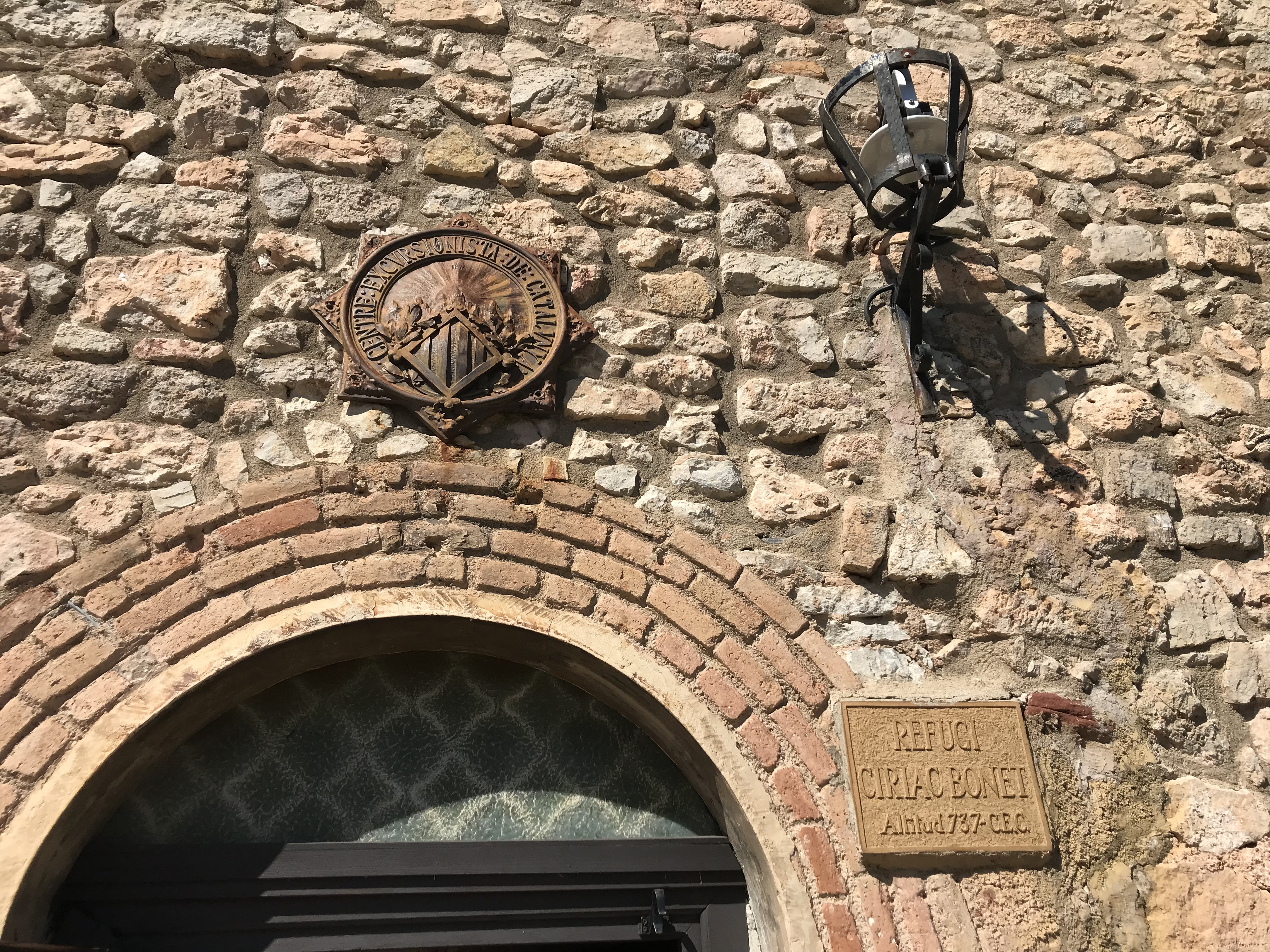
Rètol a la porta del refugi

Es tracta d'un refugi situat al nucli urbà del poble de Siurana, que fou impulsat per Ciríac Bonet, soci del Centre Excursionista de Catalunya (CEC) que adquirí una balma per adaptar-la com a refugi, que després cedí al CEC. Fou inaugurat el 16 de desembre de 1934 i duu el nom del seu patrocinador, que havia mort pocs mesos abans. Situat a les muntanyes de Prades, al terme municipal de Siurana, aquest refugi de pedra compta amb divuit places distribuïdes en tres habitacions de sis, servei de guarda, bar restaurant, una terrassa, lliteres amb matalassos i mantes, lavabo, dutxa i estufa. No disposa de lloc per cuinar ni d'emissora de ràdio. Amb tots aquests serveis és d'utilitat a excursionistes i, sobretot, a escaladors d'arreu atrets pel prestigi de les vies d'escalada de les parets i cingleres de Siurana. Durant vint anys, entre els anys 1990 i 2010 tingué com a guarda a l'escalador i ultrafondista Toni Arbonès Escoda.